# Morinda siebertii
Morinda siebertii är en måreväxtart som först beskrevs av Paul Carpenter Standley, och fick sitt nu gällande namn av Julian Alfred Steyermark. Morinda siebertii ingår i släktet Morinda och familjen måreväxter. Inga underarter finns listade i Catalogue of Life.